# Zameus
Zameus es un género de escualiformes de la familia Somniosidae, que contiene dos especies:
- Zameus ichiharai
- Zameus squamulosus